# (74080) 1998 OW
(74080) 1998 OW – planetoida z pasa głównego asteroid okrążająca Słońce w ciągu 4,12 lat w średniej odległości 2,57 j.a. Odkryta 20 lipca 1998 roku.